# Lambda Arae
Lambda Arae (λ Ara, λ Arae) é uma estrela na constelação de Ara. Está a uma distância de cerca de 70,0 anos-luz (21,5 parsecs) da Terra. Sua magnitude aparente é de 4,77, sendo visível a olho nu.
O espectro de Lambda Arae corresponde a uma classificação estelar de F4 V, o que indica que é uma estrela de classe F da sequência principal. Brilha com 4,6 vezes a luminosidade do Sol, a uma temperatura efetiva de 6 725 K, o que dá a ela a coloração amarela-branca típica de estrelas de classe F. Há evidências que Lambda Arae é um sistema estelar binário consistindo de duas estrelas de mesma massa.
Observações de Lambda Arae pelo Telescópio Espacial Spitzer mostram excesso de emissão infravermelha a um comprimento de onda de 70 μm. Isso sugere que a estrela pode ser orbitada por um disco de poeira a uma distância de mais de 15 UA